# Opstandingskerk (Białystok)
De Opstandingskerk (Pools: Kościół Zmartwychwstania Pańskiego) is een monumentaal rooms-katholiek kerkgebouw in de Poolse stad Białystok. Het kerkgebouw werd in de jaren 1991-1996 gebouwd naar een ontwerp van de architect Michal Balász.
. 

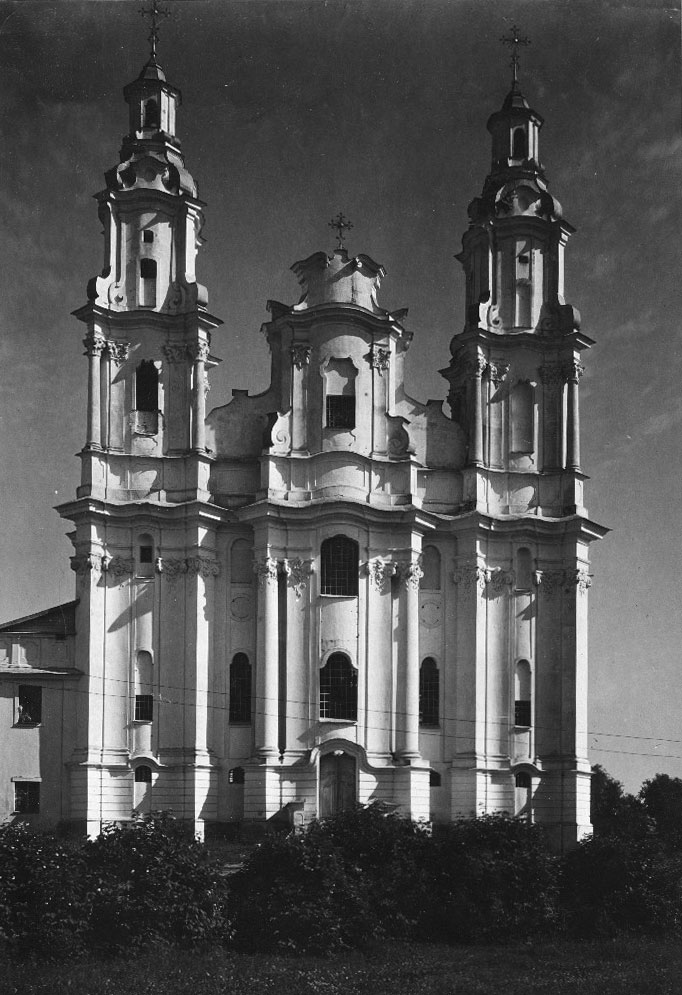
De in 1941 vernietigde rooms-katholieke aan de apostelen Petrus en Paulus gewijde kloosterkerk van Berezwecz, waar in 1941 massa-executies van Poolse gevangenen werden uitgevoerd door de NKVD

De bouw van de kerk vond plaats na de oprichting van de Verrijzenisparochie op 24 juni 1990. Het gebouw biedt plaats aan 1500 gelovigen.  
Het kerkgebouw betreft nagenoeg een reconstructie van een door de communisten opgeblazen Poolse kerk te Berezwecz (tegenwoordig Hlybokaye, Wit-Rusland). De barokke kloosterkerk uit 1756-1763 werd in 1941 samen met de kloostergebouwen tot een stalinistisch strafkamp getransformeerd. Tijdens de Tweede Wereldoorlog werd de kerk gedeeltelijk beschadigd. In 1970 werd de kerk door de Sovjet-autoriteiten vernietigd. De nog bestaande kloostergebouwen zijn nog altijd een gevangenis.       